# Tom Stout

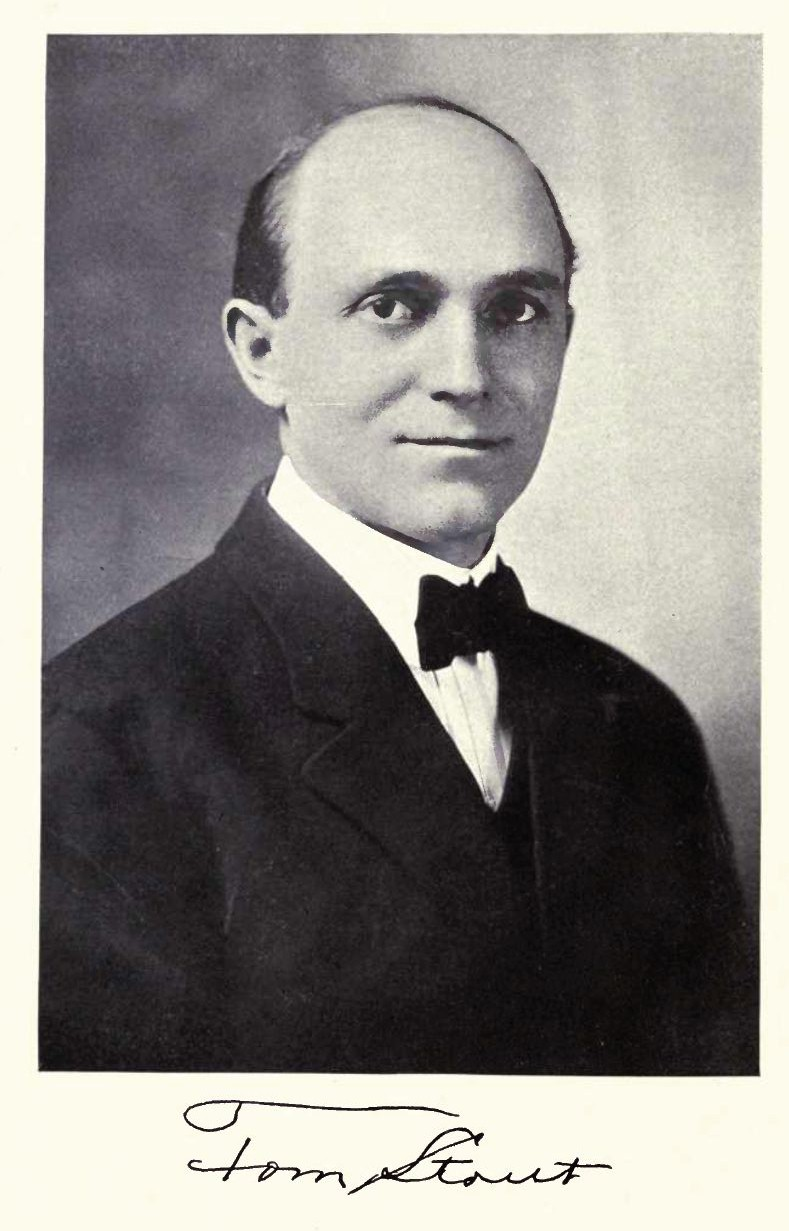
Tom Stout, Porträt in Montana Its Story and Biography (1921)

Tom Stout (* 20. Mai 1879 in New London, Missouri; † 26. Dezember 1965 in Billings, Montana) war ein US-amerikanischer Politiker. Zwischen 1913 und 1917 vertrat er den Bundesstaat Montana im US-Repräsentantenhaus.

## Frühe Jahre
Tom Stout besuchte die öffentlichen Schulen seiner Heimat in Missouri und anschließend die University of Missouri. Danach studierte er Jura, ohne aber jemals als Jurist zu arbeiten. Für einige Zeit war er auch als Lehrer tätig. Im Jahr 1901 zog er nach Lewistown in Montana. Dort engagierte er sich im Zeitungsgeschäft. Zwischen 1902 und 1916 gab er die Zeitung "Fergus County Democrat" heraus. Ab 1916 bis 1946 war er für die "Lewiston Democrat News" verantwortlich.

## Politischer Aufstieg und Kongressabgeordneter
Als Mitglied der Demokratischen Partei besuchte er zwischen 1904 und 1946 alle regionalen Parteitage in Montana. Im Jahr 1908 war er auch Delegierter zur Democratic National Convention in Denver. Von 1911 bis 1913 war er Mitglied des Senats von Montana. Zwischen dem 4. März 1913 und dem 3. März 1917 war er für zwei Legislaturperioden Abgeordneter im US-Kongress für den neugeschaffenen 2. Wahlbezirk von Montana. Dort war er seit 1915 Vorsitzender des Ausschusses zur Kontrolle der Ausgaben des Innenministeriums. Im Jahr 1916 verzichtete Tom Stout auf eine erneute Kandidatur.

## Weiterer Lebenslauf
In den folgenden Jahren hat Stout zunächst kein politisches Amt ausgeübt. Zwischen 1930 und 1932 war er aber Mitglied eines Ausschusses der Staatsregierung von Montana, der sich mit dem öffentlichen Dienst befasste (Montana Public Service Commission). In den Jahren 1942, 1944 und 1946 wurde er jeweils in das Repräsentantenhaus von Montana gewählt. Von 1947 bis 1960 verfasste Stout Leitartikel für die Zeitung "Billings Gazette". In Billings ist er im Jahr 1965 auch verstorben. Tom Stout war mit Sibyl Ann Sherlock verheiratet.